# Pseudomyrmex oculatus
Pseudomyrmex oculatus är en myrart som först beskrevs av Smith 1855.  Pseudomyrmex oculatus ingår i släktet Pseudomyrmex och familjen myror. Inga underarter finns listade i Catalogue of Life.

## Bildgalleri

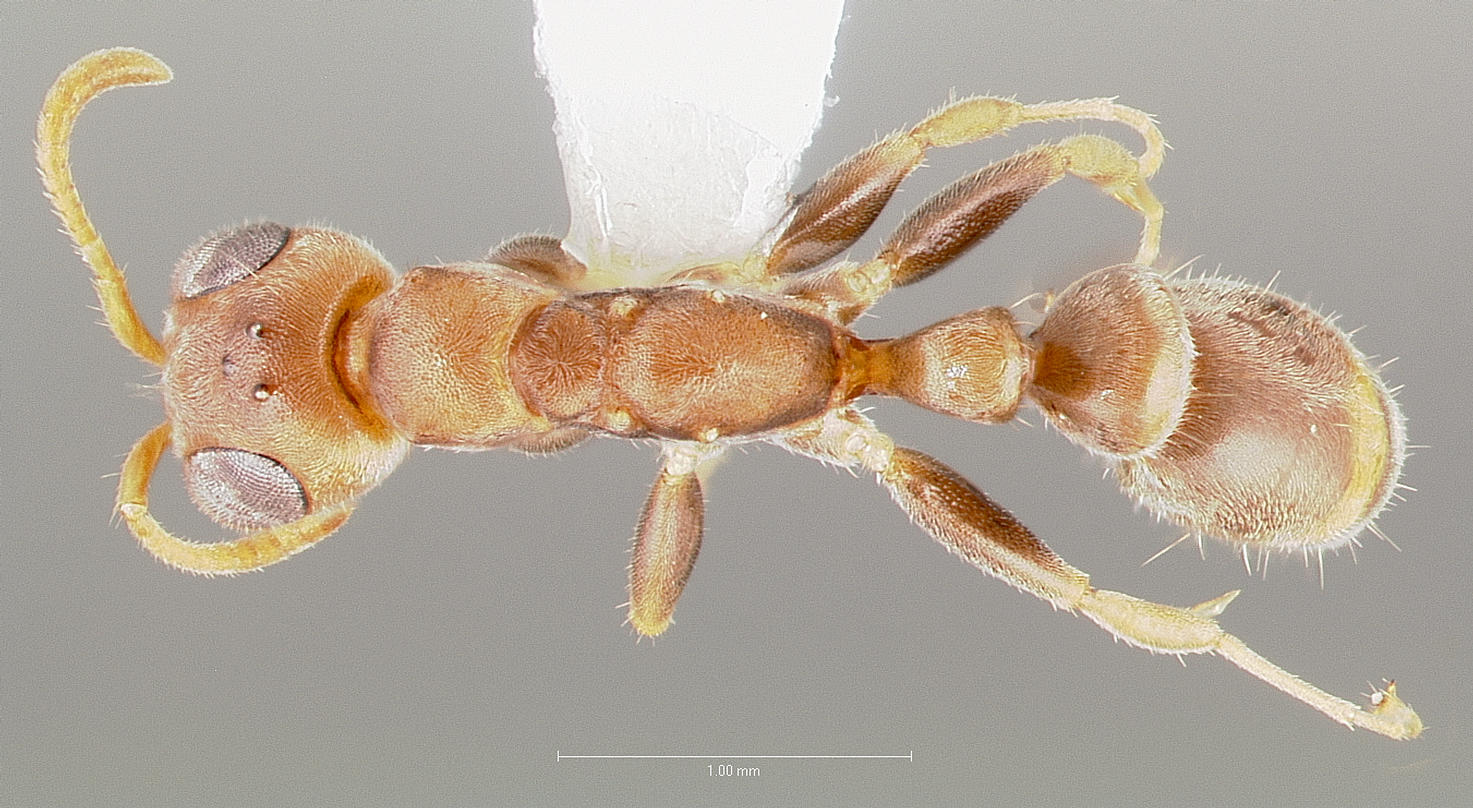
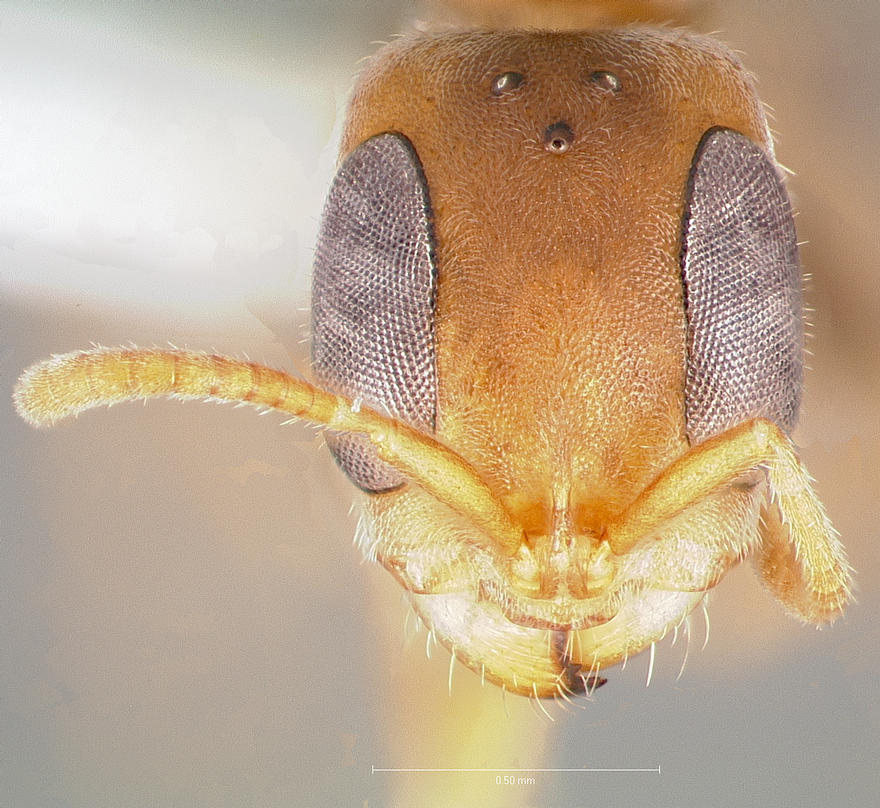
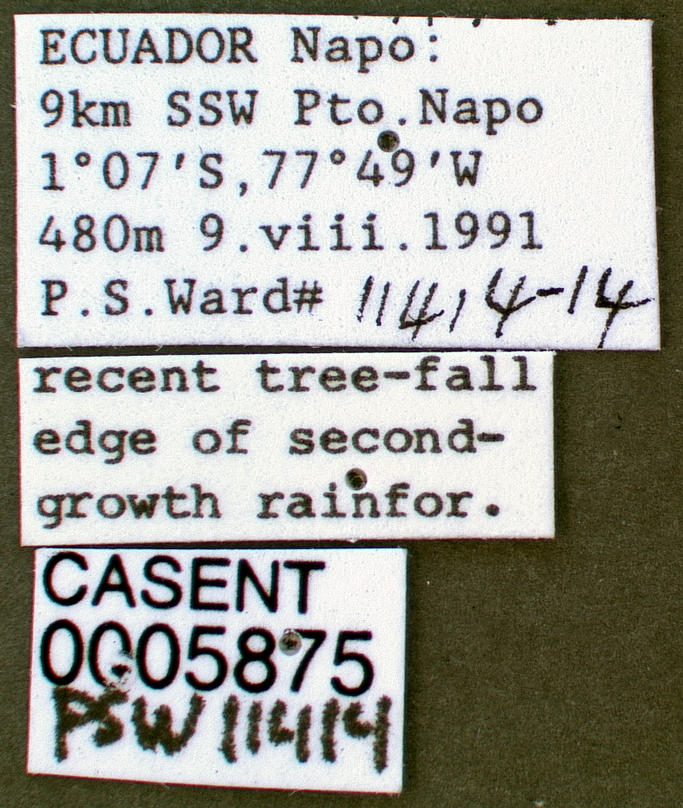
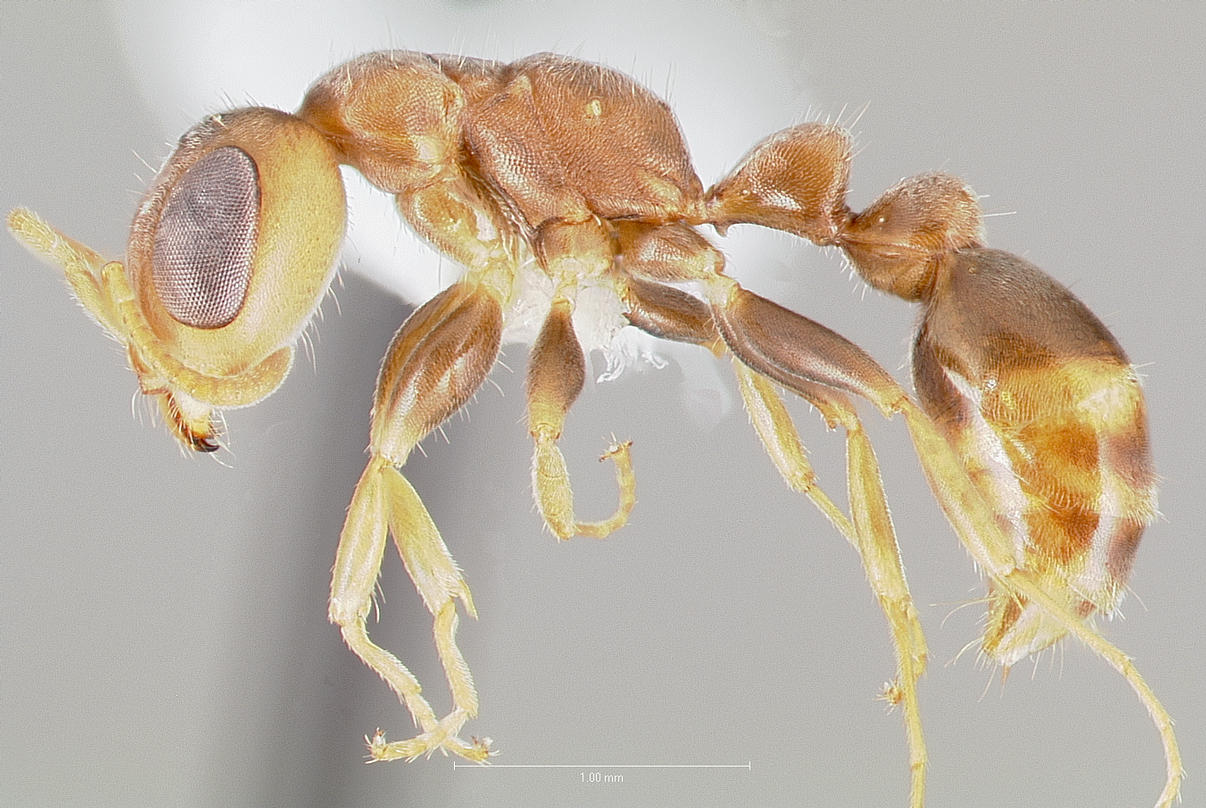